# ويندي كوب
ويندي كوب (بالإنجليزية: Wendy Cope)‏ هي صحفية وكاتِبة ومؤلفة وشاعرة بريطانية، ولدت في 21 يوليو 1945 في Erith ‏ في المملكة المتحدة.

## وصلات خارجية
- ويندي كوب على موقع ميوزك برينز (الإنجليزية)
- ويندي كوب على موقع إن إن دي بي (الإنجليزية)
- ويندي كوب على موقع ديسكوغز (الإنجليزية)